# UFOディスクロージャー・プロジェクト
UFOディスクロージャー・プロジェクト（The Disclosure Project）とは、アメリカ合衆国の医師スティーブン・グリアが1993年に設立したUFO関連機密情報の公開を推進する団体である。また、2001年5月9日には、アメリカ合衆国の首都、ワシントンD.C.にあるナショナル・プレス・クラブで20名を超える軍・企業・政府関係者らによる記者会見が行われた。同年5月9日には、スティーブン・グリアによって、証言をまとめた Disclosure : Military and Government Witnesses Reveal the Greatest Secrets in Modern History が出版された。また証言者のインタビューを映像に収めて公開した。

## ディスクロージャー・プロジェクト
スティーブン・グリアが1993年に設立したUFO関連機密情報の公開を推進する団体である。
1993年、スティーブン・グリアは、UFO、地球外知性、先進的なエネルギー技術および駆動力システムについて隠蔽された事実の暴露を推進するためディスクロージャー・プロジェクト（The Disclosure Project）を設立した。
ディスクロージャー・プロジェクトは以下を目的としている。
- UFOと地球外生命体の地球上および周辺における存在に関し、機密性のない公開公聴会を開く
- 公開されることで地球規模の環境問題に解決をもたらす、先進的なエネルギーと駆動力システムについて公開公聴会を開く
- 宇宙空間での兵器を全て禁じる法を制定する
- 平和的に、かつ地球上及び宇宙のすべての生物と協調的に、宇宙を研究、開発、探索するための包括的な法を整備する

## ナショナル・プレス・クラブ記者会見

### 概要
2001年5月9日 ワシントン市にあるナショナル・プレス・クラブにて、20名を超える軍・企業・政府関係者らによる記者会見が行われた。全米規模の会見であり、100名を超える報道陣が集まった。会見の内容は、これまで機密にされていたUFO(未確認飛行物体)に関わる情報の暴露であった。その内容ゆえにこの会見はUFOディスクロージャー(暴露)・プロジェクトと呼ばれた。
記者会見を行った証言者の代表者はノースカロライナ州の緊急医師であるスティーブン・グリア。グリアは会見を行った理由についてこう述べた。1つは「UFO情報は人類共通の問題で、アメリカ一国が独占すべきものではない」ためであり、2つ目は 「地位と名誉ある人物が証言すれば、世間は信用する。」ためであると述べた。また「いまやUFOが存在するかどうかなど論議している場合ではなく、人類最大の問題であることを一般の人に認識してほしい。 」と語った。また実際に証言を行ったものは二十余名だが、その背後には400名を超える証言者がいたと述べた。

### 証言内容
この記者会見での証言者と証言内容は以下の通りであった。
元アメリカ連邦航空局(FAA)職員　ジョン・キャラハンの証言
ジョン・キャラハンは、1986年11月18日に、アラスカ上空日本航空JAL1628便が31分間UFOに追跡されたことは事実であると証言した。またユナイテッド航空便も追跡されたこと。UFOは地上でも空中でもレーダーに捕捉されていたが、CIAが目撃記録を消去するように指示した事などを明かした。
元アメリカ空軍中佐　チャールズ・L・ブラウンの証言
チャールズ・ブラウンは、アメリカの公式UFO調査プロジェクトであるプロジェクト・グラッジ(未確認飛行物体)にて「異星人の宇宙船」が確認されていたことを証言した。そのUFOは地上有視界、地上レーダー、空中有視界、機体レーダーなどで確認されていたと述べた。
元アメリカ空軍管制官　マイケル・スミスの証言
管制官であったマイケル・スミスは、1970年代のオレゴンやミシガンの施設にて、複数の職員がレーダー上で超高速で移動するUFOを捕捉したことや職員はそれについて秘密保持を求められた事などを証言した
メキシコ国際空港管制塔員　エンリケ・コルベックの証言
空港の管制塔員であるエンリケ・ベリコックは、メキシコ国際空港で頻繁にUFOを肉眼とレーダーで目撃したこと、UFOと航空機が衝突しそうになる事件があったこと、複数のパイロットがUFOの目撃を報告したなどを証言した。またメキシコにはよくUFOが出現するにもかかわらず、一般にはこのことを知らされていないという事実の危険性も訴えた。
元アメリカ海軍中佐　グラハム・ベスーンの証言
グラハム・ベスーンは、1951年にアルゼンチンのニューファンドランドに向かって飛行している時にUFOを32名の乗務員たち共に目撃したことを証言した。その際にUFOはドーム型の光体で形を変えながら急上昇してきた事、UFOはレーダーにも捉えられその時速は1800マイルであったと証言した。
元アメリカ海軍　ダン・ウィリスの証言
ダン・ウィリスは、1969年にアラスカの港近くの海から明るく光る赤っぽいオレンジ色の直径約70フィートの楕円形の物体が出現し、時速7000マイルのスピードで飛行したという報告を受けた事を証言した。またNORAD（北米防空軍）で働いた際に、直角に急カーブする異様な飛行物体がレーダーに捕捉された事などを証言した。
元アメリカ空軍 CIA請負業　ドン・フィリップスの証言
ドン・フィリップスはSR-71「ブラックバード」と呼ばれる機密扱いの航空機の製造に関わったと述べた。そのプロジェクトには「地球から出るものと入ってくるものの何らかの交通量」を監視する役目のパイロットたちが存在した事などを明かした。また1965年のネリス空軍基地で、急激な方向転換をしながら時速3800マイルで移動と静止を繰り返す7機の光体を目撃した事、そのUFOは「エリア 51」として知られた場所のすぐ東側の位置で円形のフォーメーションを作った事などを証言した。
元アメリカ空軍大尉　ロバート・サラスの証言
ロバート・サラスは1967年3月16日にモンタナ州にあるマルストラム空軍基地で、赤い楕円形の光体が旋回するように出現した事、光体の出現と同時に大陸間弾道ミサイルが発射不能状態に陥った事などを証言した。
元アメリカ空軍大尉　ドワイン・アーネソンの証言
ドワイン・アーネソンは1960年代に「一機のUFOがノルウェイのスピッツバーグに墜落した。科学者のチームが調査に来ている」という報告を受け取ったと証言した。また1967年のモンタナ州で、UFOがミサイル地下格納所の近くで目撃されミサイルが発動不能になったことを証言した。
元アメリカ陸軍　ハーランド・ベントレーの証言
ハーランド・ベントレーによれば、1958年のメリーランド州の上空で12～15機のUFOが確認されていた。ベントレーは飛行物体の推定速度は時速17,000マイルであったこと、その物体は欠片を落下させながら地上に墜落したが、また飛び去ったことなどを証言した。また、ヒューストン宇宙飛行士情報通信で未確認の高速飛行物体が宇宙船と衝突した際の通信を傍受したと証言した。
元アメリカ陸軍軍曹　ジョン・メイナードの証言
アメリカ陸軍に所属していたジョン・メイナードは、21年間の任務を通して2000通を超える非常に重要な文書に目を通したが、その中にはUFOの情報に関わる文書や「あるはずのない物体」が映る写真が多数存在していた事を証言した。また巷の陰謀論で言われる「影の政府」は実在する、と語った。
元アメリカ空軍　カール・ウルフの証言
カール・ウルフは1965年の半ばにバージニア州のラングレー空軍基地に勤務していた頃、「月の裏側に基地を発見した」という証言を同僚から得たと語った。またカールは「きのこ形状のビル、球状のビル、そして塔の建築物」などが写る月の写真を見せられたこと、などを証言した。
元NASA従業者　ドナ・ヘアーの証言
ドナー・ヘアーはNASAの第8ビルの写真実験室にて、空中写真に写る未確認飛行物体を修正用エアブラシで消去する作業をする者がいた、と証言した。また「アポロ宇宙飛行士が月に着陸した時、宇宙船を目撃した」という証言を得たことを明かした。
元アメリカ空軍　ラリー・ウォーレンの証言
ラリー・ウォーレンは1980年のNATO空軍基地にUFOが侵入し、「鉛筆ほどの太さのライトビーム」で核兵器を作動不可能にしたことを証言した。
元アメリカ空軍少佐　ジョージ・ファイラー3世の証言
ジョージ・ファイラーは1962年にロンドン管制塔から「UFOを追跡できるか」という連絡を受け、そのUFOは独特の動きをする金属状の物体であったことなどを証言した。また1978年、フォートディックスにUFOが着陸または墜落し、飛行物体からエイリアンが出てきて軍警官に撃たれたのが目撃されたことを証言した
元アメリカ陸軍軍曹　クリフォード・ストーンの証言
1969年にバージニア州のフォートリーにUFOが墜落し自分が異星人の遺体の第一発見者となったこと、こうした墜落事件は12件あったこと、生きた異星人も回収されたこと、またそれらの情報は全て機密扱いとなったこと、などを証言した。また1989年にクリフォードが退役した時にすでに57種類の異星人がアメリカ陸軍の目録に載っており、その中には人間タイプやグレイタイプのエイリアンがいた、と証言した。
航空宇宙イラストレーター　マーク・マカンドリッシュの証言
1967年、望遠鏡でUFOが核兵器の施設の上空を約10分程飛行しているのを目撃したこと、さまざまな防衛産業を請け負う中で、多数のUFOにまつわる目撃証言を得たこと、空軍が1960年から速度マッハ20の「航空機模型試験風洞円盤テスト」を行ってきたということを示す多くの機密解除文書を見たことなどをマークは証言した
弁護士　ダニエル・シーンの証言
彼がアメリカ空軍の公式調査である「プロジェクト・ブルーブック」(未確認飛行物体)の機密部分の文書にアクセスしたところ「疑う余地のないUFOの写真」が何十枚とあったこと、アメリカ空軍の隊員がUFOの近くで写真を撮影している写真も存在した事、などを証言した
元宇宙ミサイル防衛顧問　キャロル・ローゼの証言
彼女によれば、アメリカのロケットの父である故ヴェルナー・フォン・ブラウンはアメリカの宇宙兵器の使用目的について、最初は敵国ロシアが口実になり、最終的には異星人が仮想敵になるだろう、と述べたとされる。そしてヴェルナー・フォン・ブラウンは「私たちはすでに宙に浮く車を作ることができる。その車は光線（ビーム）で動くのでこの地球から環境汚染をなくすことができる」と語ったとキャロルは証言した。

### 報道したメディア
会見の様子はインターネット上で生中継された。最初の1時間は配信会社により妨害を受けたと言われている。またBBC、CNN、CNNワールドワイド、プラウダ(ロシア)、中華人民共和国やラテンアメリカのメディアでも報道された。主にヨーロッパを中心とした報道であった。特にイギリス・ベルギー・ロシアでは話題となった。
アメリカでは、CNNで簡単な報道があり、テレビ3大ネットワークでは報道されなかった。タイム、ワシントン・ポスト、ニューズウィークは報道をしたが、その扱いは小さかった。
また、日本のメディアはこれを一切報道しなかった。バラエティーTV番組である「ビートたけしのTVタックル」で唯一この記者会見が取り上げられたことがあったが「公聴会」と誤訳され正しく報道されなかった。